# Дени, Владимир Карлович
Владимир Карлович Дени (Дейчман; 9 февраля 1897, или 1903, левый берег совр. Новосибирска — 25 ноября 1953, Новосибирск) — советский актёр и режиссёр театра «Красный факел» (1932—1953) и Новосибирского радиокомитета (1932—1953).

## Биография
Родился 9 февраля 1897 года (по другим данным — в 1903 году) на территории современного левобережья Новосибирска. Из семьи потомственного железнодорожного машиниста.
Детские годы провёл в Новониколаевске. Здесь же окончил реальное училище, где учился с 1907 по 1915 год. Затем был студентом Казанского ветеринарного института (1915—1917), куда поступил против воли отца, который хотел, чтобы его сын стал железнодорожником; одновременно посещал драматические классы при музыкальном училище. В дальнейшем планировал получить образование в Казанском университете и даже сдал нужный для этого экзамен по латинскому языку, однако из-за начавшейся гражданской войны не смог вернуться после каникул в Казань и остался в Новониколаевске, устроившись сначала заведующим местной библиотеки, а затем — актёром городского театра (с 1919).
С 1922 по 1932 годах ездил по стране и выступал на театральных сценах Томска, Кинешмы, Омска, Кемерова, Калуги и т. д. В 1932 году был принят в «Красный факел»; в этом театре работу артиста совмещал с режиссурой. В Новосибирском радиокомитете также был актёром и режиссёром детского вещания.

## Постановки
- 1937 — «На всякого мудреца довольно простоты» (А. Н. Островский);
- 1938 — «Генеральный консул» (Л. Шейнин, братья Тур);
- 1940 — «Евгения Гранде» (О. Бальзак);
- 1940 — «Испанцы» (М. Лермонтов);
- 1941 — «Сёстры» (Ю. Герман);
- 1941 — «Парень из нашего города» (К. Симонов);
- 1941 — «Батальон идёт на запад» (Г. Мдивани);
- 1945 — «Так и будет» (К. Симонов);
- 1949 — «Пигмалион» (Б. Шоу)[2].

## Режиссёр-педагог
Владимир Дени работал режиссёром-педагогом в спектаклях В. Редлих: «Сам у себя под стражей» (Кальдерон, 1948), «Последние» (М. Горький, 1948), «Анна Каренина» (Л. Толстой, 1949), «Угрюм-река» (В. Шишков, 1950), «Чайка» (А. Чехов, 1952) и т. д.

## Оценки
„Это был самый рассеянный и смешной человек, но самое золотое сердце“, — так говорил князь Андрей о Пьере Безухове. Эти слова с полным правом можно отнести к Владимиру Карловичу Дени, режиссёру доброму, но придирчиво требовательному педагогу. Кто знал его, не мог не любить этого человека...
Актёры в спектаклях Дени всегда играли хорошо, в точно найденной атмосфере, серьёзно. Ни сантиментов, ни переигрывания в угоду публике Владимир Карлович не допускал
— В. Редлих

## Память
Похоронен на Заельцовском кладбище Новосибирска (квартал 6).